# Walerij Legasow
Walerij Aleksiejewicz Legasow (ros. Валерий Алексеевич Легасов, ur. 1 września 1936 w Tule, zm. 27 kwietnia 1988 w Moskwie) – radziecki chemik, członek Akademii Nauk ZSRR, zastępca dyrektora Instytutu Energii Atomowej im. I. Kurczatowa, członek komisji rządowej powołanej do zbadania przyczyn katastrofy w Czarnobylskiej Elektrowni Jądrowej.

## Życiorys
W 1954 ze złotym medalem ukończył szkołę średnią, a w 1961 Wydział Fizyczno-Chemiczny Moskiewskiego Instytutu Chemiczno-Technologicznego im. Mendelejewa. Od 1962 studiował na aspiranturze w dziale fizyki molekularnej Instytutu Energii Atomowej im. Kurczatowa, gdzie w 1967 obronił pracę dyplomową i został młodszym pracownikiem naukowym i później kierownikiem laboratorium. W 1970 został profesorem, a 1972 otrzymał stopień doktora. Od 2 marca 1986 do końca życia był kierownikiem działu technologii chemicznej Wydziału Chemicznego Moskiewskiego Uniwersytetu Państwowego im. Łomonosowa. W 1976 został członkiem korespondentem, a w 1981 akademikiem Akademii Nauk ZSRR oraz utytułowany był jako szef delegacji ekspertów ZSRR na konferencji Międzynarodowej Agencji Energii Atomowej w Wiedniu, gdzie pojawił się również w dniach 25–29 sierpnia 1986 roku.
W maju 1987 roku w krwiobiegu Legasowa wykryto mielocyty, które powinny się znajdować w szpiku kostnym, ale dostały się do krwi, wskazując na ryzyko rozwoju raka. Legasow zgłosił się do szpitala w Moskwie na leczenie choroby popromiennej. W czasie pobytu próbował popełnić samobójstwo, przedawkowując tabletki nasenne. Życie uratowała mu czujność personelu medycznego.
27 kwietnia 1988, dzień po drugiej rocznicy katastrofy w Czarnobylu, został znaleziony powieszony w swoim biurze. Powszechnie przyjmuje się, że popełnił samobójstwo, chociaż niektóre fakty temu przeczą: jego osobisty pistolet nadal leżał w biurku, ale akademik postanowił się powiesić; pętlę zawiązano profesjonalnie i przy użyciu specjalnej liny używanej przez alpinistów; główna część wiadomości samobójczej nagrana na dyktafonie została wymazana. Następnego dnia Legasow miał ogłosić wyniki swojego śledztwa w sprawie przyczyn katastrofy. Władze radzieckie nie potwierdzały okoliczności śmierci Legasowa.
Pochowany na Cmentarzu Nowodziewiczym w Moskwie. 18 września 1996 pośmiertnie otrzymał tytuł Bohatera Federacji Rosyjskiej.
Był laureatem Nagrody Leninowskiej (1984) i Nagrody Państwowej ZSRR (1976), a także kawalerem Orderu Lenina (10 marca 1981), Orderu Rewolucji Październikowej (29 marca 1976) oraz Orderu Czerwonego Sztandaru Pracy (26 kwietnia 1971). Odznaczony był też medalem za pracowniczą dzielność (8 października 1958) i innymi wyróżnieniami. Zyskał również on honorowy tytuł Wynalazcy Państwowego Komitetu ds. Wykorzystywania Energii Atomowej (1966).